# Sal marina

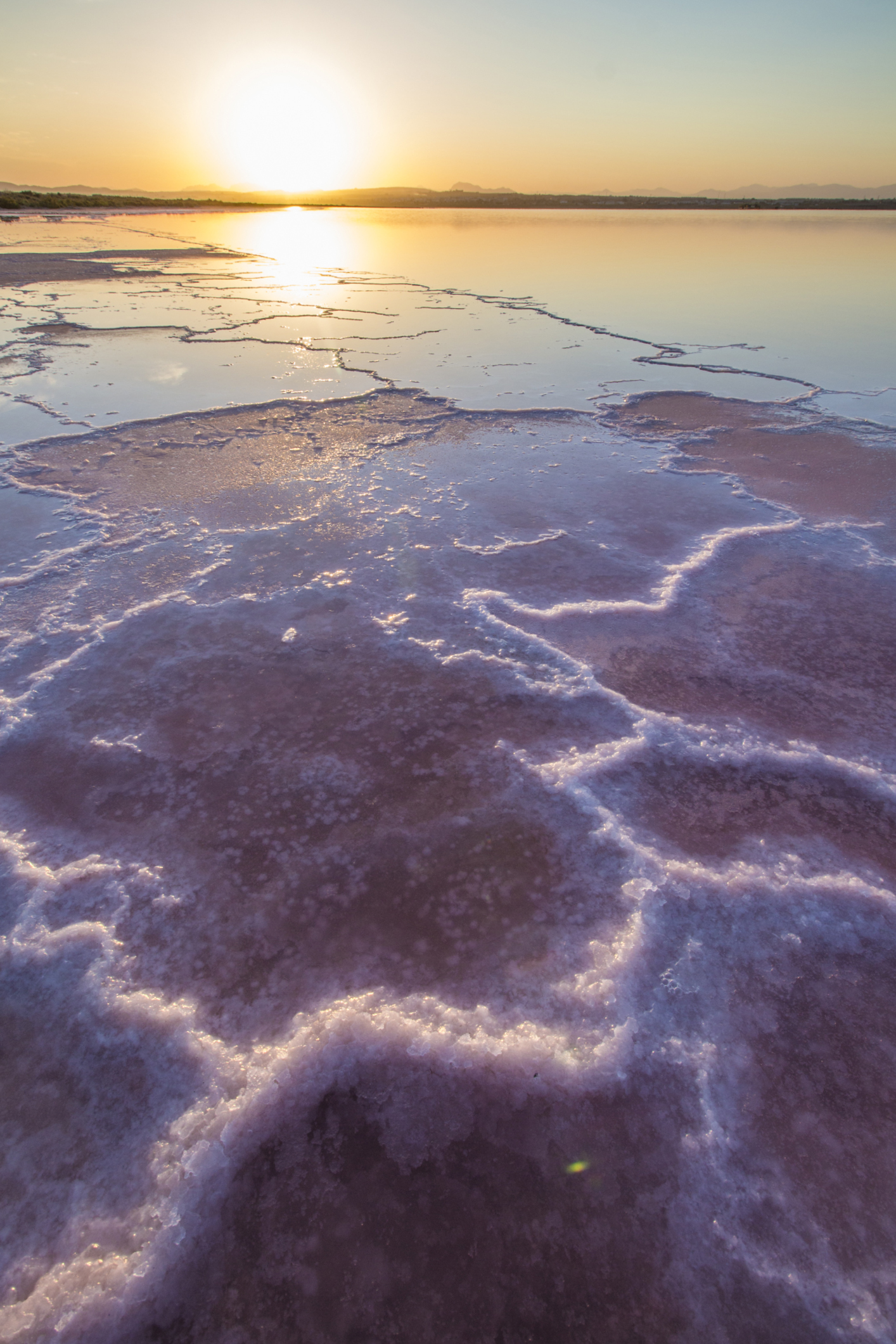
Concentración de sal en el parque natural de las Lagunas de La Mata y Torrevieja.

La sal marina es sal que se produce por la evaporación del agua de mar. Se utiliza como condimento en alimentos, cocina, cosmética y para la conservación de alimentos. También se le llama sal de bahía, o sal solar.
Al igual que la sal de roca extraída por minería, la producción de sal marina data de tiempos prehistóricos.

## Composición

Composición química de la sal marina.

Las sales marinas disponibles comercialmente en el mercado actual varían ampliamente en su composición química. Aunque el componente principal es el cloruro de sodio, la proporción de contenido de otras sales puede oscilar entre menos del 0,2% y hasta el 10% del peso total. Estas son principalmente sales de calcio, potasio y magnesio de cloruro y sulfatos además de cantidades sustancialmente menores de muchos elementos traza que se encuentran en el agua de mar natural. Aunque la composición de la sal comercialmente disponible puede variar, la composición iónica del agua salada natural es relativamente constante.
| Concentración de iones en agua de mar | miligramos por litro |
| ------------------------------------- | -------------------- |
| Cloruro                               | 18 980               |
| Sodio                                 | 10 556               |
| Sulfato                               | 2 649                |
| Magnesio                              | 1 262                |
| Calcio                                | 400                  |
| Potasio                               | 380                  |
| Bicarbonato                           | 140                  |
| Bromuro                               | 65                   |
| Borato                                | 26                   |
| Estroncio                             | 13                   |
| Fluoruro                              | 1                    |
| Silicato                              | 1                    |
| Yoduro                                | <1                   |
| Sólidos disueltos totales (TDS)       | 34 483               |

## Métodos de obtención

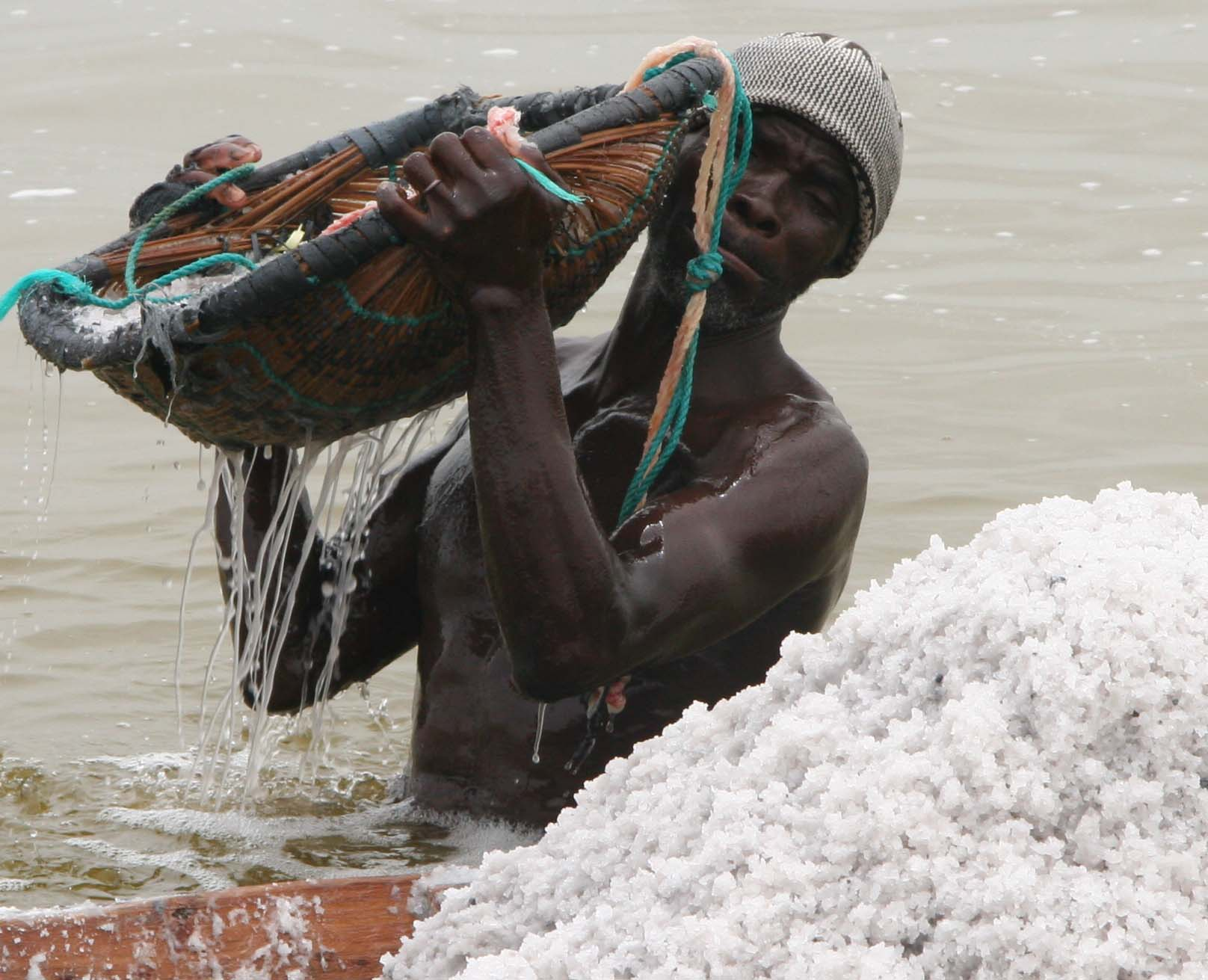
Recogida manual de sal en el Lago Rosa, Senegal.

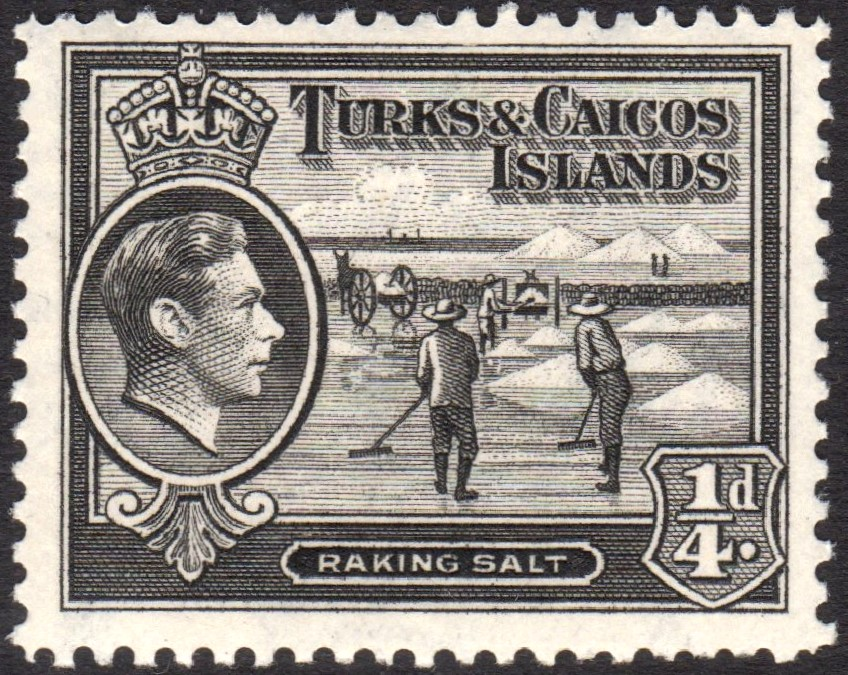
Rastrillado de sal representado en un sello postal de Las Islas Turcas y Caicos de 1938.

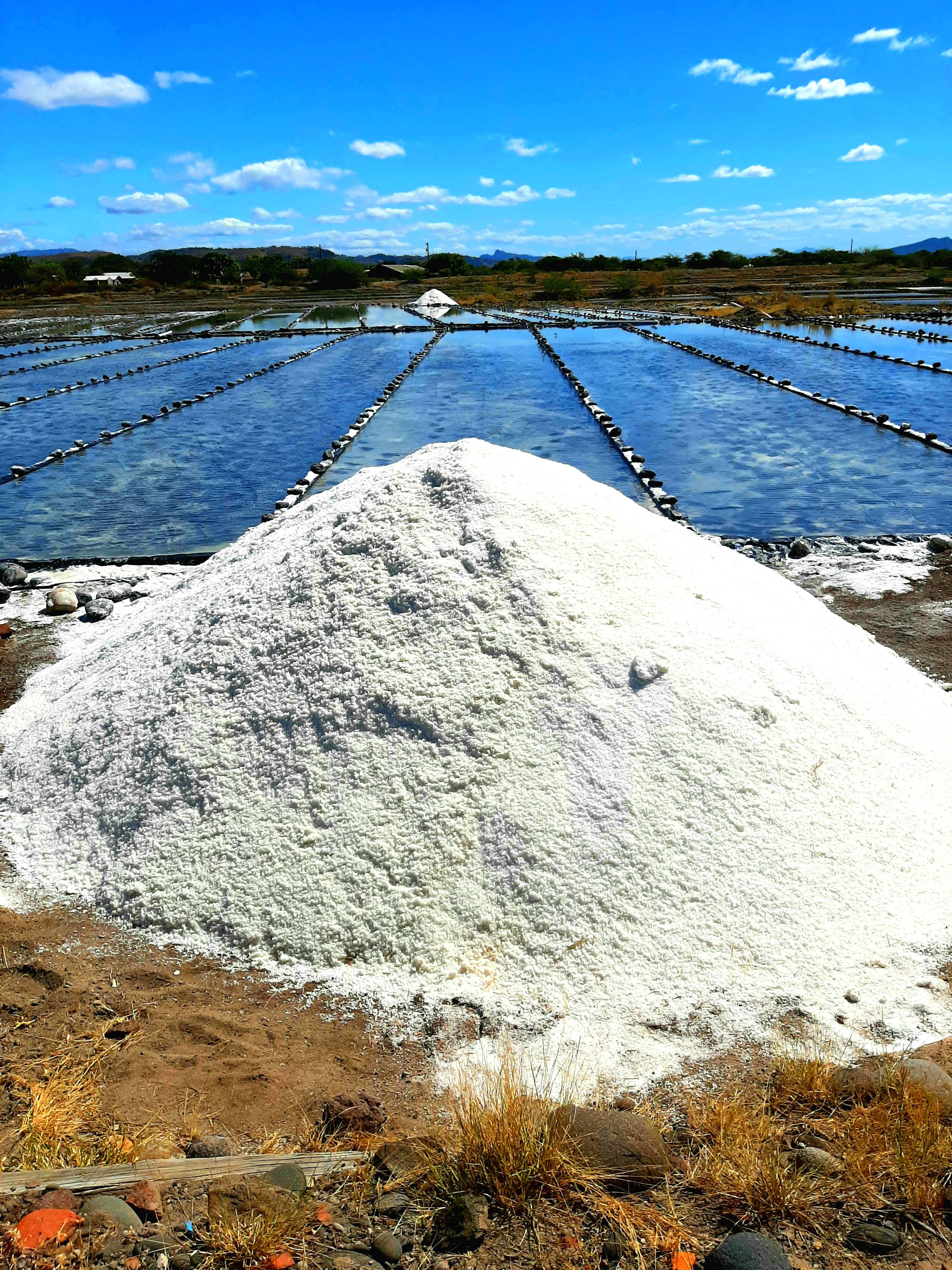
Extracción de sal marina por medio de evaporación del agua del mar.

El principio de producción es la evaporación del agua de la salmuera marina. En climas cálidos y secos, esto puede lograrse completamente mediante el uso de energía solar. Así la sal marina es cosechada generalmente en salinas en grandes extensiones de terreno cerca del litoral en donde la acción del sol y de los vientos favorece la evaporación del agua de mar hasta la saturación y la posterior cristalización de la sal marina. Se sitúan sobre todo en marismas costeras donde la nula altitud facilita la canalización del agua de las mareas hasta las áreas de evaporación. Es por ello que la producción moderna de sal marina se encuentra casi en su totalidad en el Mediterráneo y otros climas cálidos y secos.
En regiones más frías y húmedas se requieren otros medios de evaporación del agua de mar. La cristalización de la sal se efectúa entonces en factorías donde el agua de mar es hervida en unos recipientes de poca altura: las sartenes de evaporación. Es el proceso utilizado en el pueblo de Maldon, en Inglaterra.
Hoy en día, es posible que la sal etiquetada como "sal marina" en los EE. UU. en realidad no provenga del mar, siempre que cumpla con los requisitos de pureza de la FDA.

### Producción histórica
La sal marina se menciona en el Vinaya Pitaka, una escritura budista compilada a mediados del siglo V a. C.
Las salinas antiguas o medievales se establecían donde se conjugaban las siguientes características:
1. Acceso a un mercado para la sal.
2. Una costa suavemente inclinada, protegida de la exposición al mar abierto.
3. Un suministro de combustible económico y fácil de trabajar, o preferiblemente el sol.
4. Otro oficio, como el pastoreo o la curtiduría —que se beneficiaba de la proximidad a la salina (produciendo cueros, salazones, etc.) y dotaba a la salinera de un mercado local.

De esta manera, la marisma, los pastos (saladeros) y las salinas (salinas) se potenciaban económicamente entre sí. Este fue el patrón durante los períodos romano y medieval alrededor del Estuario del Wash, en el este de Inglaterra. Allí, la marea traía la salmuera, los extensos saladeros proporcionaban los pastos, los pantanos y páramos proporcionaban la turba como combustible, y a veces brillaba el sol.
La salmuera diluida del mar era evaporada en gran parte por el sol. En la época romana, esto se hacía utilizando recipientes de cerámica conocidos como briquetas. Los trabajadores raspaban la sal concentrada y la suspensión de lodo y la lavaban con agua de mar limpia para eliminar las impurezas de la salmuera ahora concentrada. Después se vertía la salmuera en recipientes poco profundos (ligeramente horneados con arcilla marina local) y se los colocaba sobre pilares de arcilla del tamaño de un puño sobre un fuego de turba para la evaporación final. Finalmente se raspaba la sal seca del fondo del recipiente para su venta.
En la producción tradicional de sal en las islas Visayas de Filipinas, la sal se elabora a partir de cáscaras de coco, madera flotante u otra materia vegetal sumergida en agua de mar durante al menos varios meses. Estos se queman en cenizas y luego el agua de mar pasa a través de las cenizas en un filtro. La salmuera resultante se evapora luego en contenedores. En ocasiones se agrega leche de coco a la salmuera antes de la evaporación. La práctica está en peligro debido a la competencia con la sal comercial barata producida industrialmente. Solo dos tradiciones sobreviven hasta nuestros días: asín tibuok y túltul (o dúkdok).

## Sabor

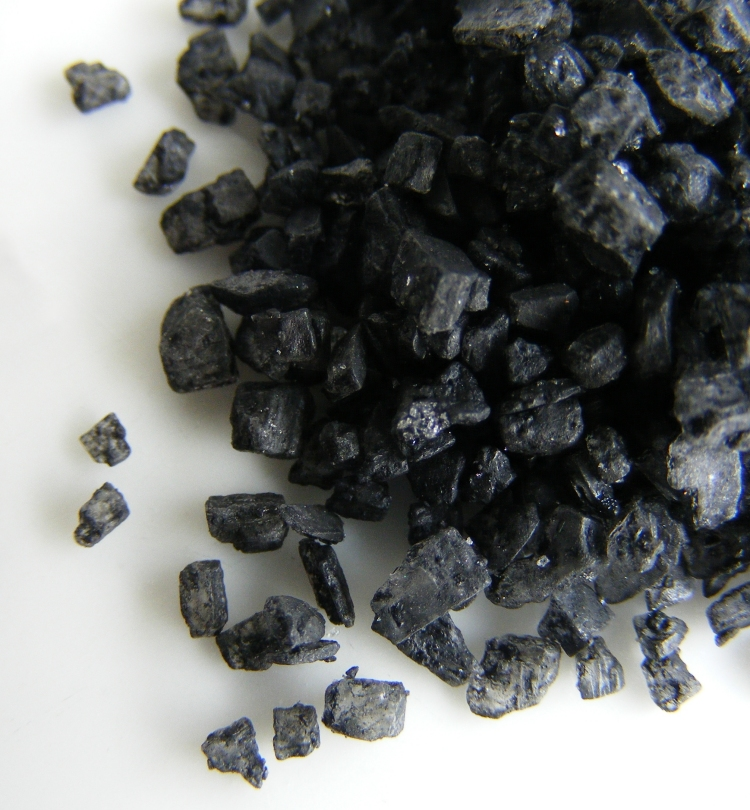
Sal negra de lava.

Algunos gourmets consideran que la sal marina sabe mejor y tiene una mejor textura que la sal común de mesa.
En aplicaciones que conservan la textura, el grano más grueso de la sal marina puede proporcionar una sensación diferente en la boca diferente y puede cambiar el sabor debido a su diferente velocidad de disolución. El contenido mineral también afecta el sabor. Los colores y la variedad de sabores se deben a las arcillas y algas locales que se encuentran en las aguas de las que se extrae la sal. Por ejemplo, algunas sales boutique de Corea y Francia son de color gris rosado, algunas de la India son negras. Las sales negras y rojas de Hawái pueden incluso tener lava negra en polvo y arcilla roja horneada.
Algunas sales marinas contienen sulfatos y puede ser difícil distinguir la sal marina de otras sales, como la sal rosa del Himalaya, la sal de Maras de las antiguas aguas termales incas o la sal de roca (halita).
La sal de lava negra es un término comercial para la sal marina recolectada en varios lugares del mundo que ha sido mezclada y coloreada con carbón activado. La sal se utiliza como condimento decorativo.

## Salud

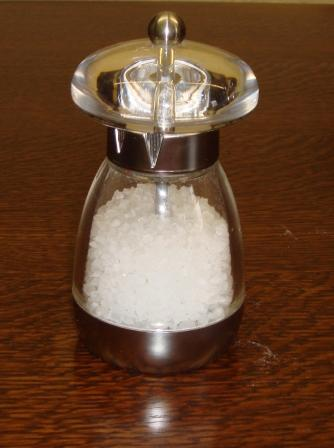
Un molinillo de sal para sal marina.

El valor nutricional de la sal marina y la sal de mesa es casi el mismo ya que ambas son principalmente cloruro de sodio.
La sal de mesa está más procesada que la sal marina para eliminar otros minerales y, por lo general, contiene aditivos como el dióxido de silicio para evitar la formación de grumos.
El yodo, un elemento esencial para la salud humana, está presente solo en pequeñas cantidades en la sal marina. La sal yodada es sal de mesa mezclada con una pequeña cantidad de varias sales del elemento yodo.
Estudios han encontrado cierta contaminación por microplásticos en la sal marina de los EE. UU., Europa y China. También se ha demostrado que la sal marina está contaminada por hongos que pueden causar el deterioro de los alimentos, así como algunos que pueden ser micotoxigénicos.
En la cocina tradicional coreana, la jugyeom (죽염, 竹鹽), que significa "sal de bambú", se prepara tostando sal a temperaturas entre 800 y 2000 °C en un recipiente de bambú tapado con lodo en ambos extremos. Este producto absorbe los minerales del bambú y el barro, y se afirma que aumenta las propiedades anticlastogénicas y antimutagénicas de la pasta de soja fermentada conocida en Corea como doenjang. Sin embargo, estas afirmaciones no están respaldadas por estudios de alta calidad.

## Usos
La sal marina y la sal química comparten en segmentos de mercado el mismo uso, aplicaciones químicas, textil, tratamientos de agua y descalcificación, siendo la sal marina más apreciada en la alimentación y en la gastronomía en general por su origen natural, su sabor más exquisito y riqueza en minerales y oligoelementos. Las diferentes granulometrías de sal marina permiten ser utilizadas para diferentes aplicaciones, tradicionalmente en la elaboración de salazones de pescados, como puede ser el bacalao, las anchoas, las sardinas, así como de carnes, para salar los jamones y embutidos.